# 命懸生死線
是一部2015年美國動作劇情片，由大衛·哈克爾執導，約翰·屈伏塔、凱特·柏絲沃、戴文·沙瓦、茱莉·賓士、吉爾·貝羅斯、萊恩·羅賓斯和莎朗·史東主演。電影2015年11月5日登上納帕谷影展作全球首映，2016年8月5日在臺灣上映，美國於2016年11月18日上映。

## 劇情
故事敘述一場暴風雨襲擊城鎮，使得電纜系統遭到破壞而讓人們陷入恐慌中，此時電力維修員們必須冒著狂風暴雨和生命危險搶修被破壞的電纜系統。

## 演員
- 約翰·屈伏塔 飾 波·金納（Beau Ginner），精英電力資深線務員領班，數年前的意外後，與貝莉相依為命
- 凱特·柏絲沃 飾 貝莉·金納（Bailey Ginner），波的姪女
- 戴文·沙瓦 飾 鄧肯（Duncan），於精英電力實習，貝莉前男友
- 吉爾·貝羅斯 飾 波查（Pok' Chop），任職精英電力的線務員，波的左右手
- 茱莉·賓士 飾 卡琳（Carline），波和貝莉的新鄰居，外型出眾，尤金的妻子
- 萊恩·羅賓斯 飾 尤金（Eugene），任職精英電力，卡琳的丈夫
- 泰·歐森（英语：Ty Olsson） 飾 丹尼·金納（Danny Ginner），波的弟弟，貝莉父親，工作中意外逝世
- 莎朗·史東 飾 鄧肯母親（Duncan's Mother），身為線務員的丈夫因公殉職，而長年鬱鬱寡歡

## 發行
電影於2015年11月5日在納帕谷影展首映。

## 票房
在臺灣，臺北首映週末票房為26萬新臺幣；截至8月28日，票房總計49萬新臺幣。

## 外部連結
- 互联网电影数据库（IMDb）上《命懸生死線》的资料（英文）
- 爛番茄上《命懸生死線》的資料（英文）